# Bortnyik Sándor
Bortnyik Sándor (Marosvásárhely, 1893. július 3. – Budapest, 1976. december 31.) magyar festő, grafikus. A magyar absztrakt konstruktivizmus egyik jelentős képviselője.

## Életpályája

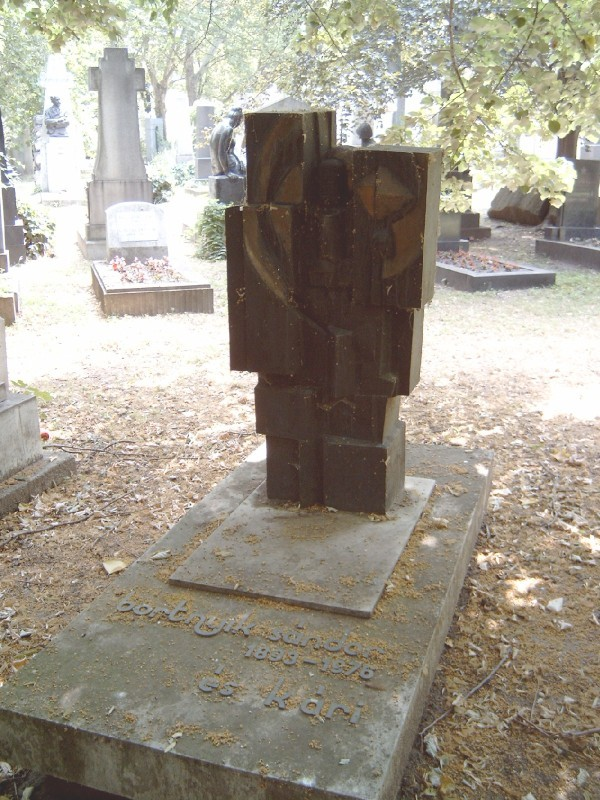
Bortnyik Sándor sírja Budapesten. Kerepesi temető: 34/2-1-30. Alkotás: Gyurcsek Ferenc „Lámpagyújtogató”, 1981.

A marosvásárhelyi református kollégium tanulója volt. Reklámgrafikával kezdett foglalkozni. 1910-ben készítette első plakátját a Reményi-bazárnak, plakáttervének a sikere tette lehetővé, hogy Budapestre költözzön, a Savoly illatszergyártó cég meghívására, ahol házi grafikusként dolgozott. 1913-ban beiratkozott a Rippl–Rónai−Kernstok−Vaszary által vezetett szabadiskolába. A szabadiskolában megismerkedett Mattis Teutsch Jánossal, aki 1916-ban bemutatta Kassák Lajosnak, és itt találkozott 1918-ban Derkovits Gyulával, akiknek munkássága nagy hatással volt rá.
1918-tól a Kassák-kör tagja lett, részt vett a Ma kollektív kiállításán. Később a folyóirat rendszeresen közölte grafikáit, és még 1920 után is a Ma munkatársa maradt, amikor Bécsbe emigrált. Bécsben könyvcímlapokat tervezett. 1921-ben megjelentette első Albumát absztrakt sablonnyomatokkal. 1922-ben Weimarba költözött, majd 1925-ben visszatért Budapestre. Hazatérte után 1925−1926-ban alapító tagja lett a Zöld Szamár abszurd színháznak. 1927-ben az Új Föld című folyóirat szerkesztője és grafikai tervezője. 1930-ban a Magyar Könyv- és Reklámművészek Társasága alapító tagja volt. 1932-ben a Magyar Műhely-Szövetség választmányi tagja lett.
1928–1938-ban Műhely néven grafikai magániskolát nyitott, ahol a Bauhaus elvei szerint tanított. A Rekláméletben és a Magyar Grafikában írásban népszerűsítette tervezői elveit. 1933-ban saját folyóiratot adott ki Plakát címmel. A Dante Könyvkiadónak számos címlapot készített.
1946-ban a Művészeti Tanács tagja volt. 1947–1949 között a Szabad Művészet főszerkesztője. 1948-1949 közt a Magyar Iparművészeti Főiskola tanára. 1949-1956-ig, a Magyar Képzőművészeti Egyetem/Főiskola igazgatója volt.

## Stílusa
Első, autodidakta munkái újságillusztrációk modorában készültek. Későbbi rajzait feszesebb kompozíciójú, allegorikus tusrajzok váltották fel. 1915-től tárgyilagos és dekoratív, hatásos kereskedelmi plakátokat tervez. Az aktivisták mozgalmának kiemelkedő tehetségű tagja volt. Sikeresen ötvözte a futurizmus eszközeit az expresszionizmus és a kubizmus jeleivel. Linóleum és fametszeteiben kubisztikus elemet alkalmaz. Művei ebben a korban főleg a fekete-fehér foltkontrasztjaira épülnek. Szélpál Árpád, Barta Sándor és Újvári Erzsi verseihez készített illusztrációi pedig, erősen groteszk formavilágúak.
Leninről, Liebknechtről és Kassákról készített metszetportréiban egyesíti az aktivista emberideált és az egyénített portrét. A kompozíció erejét festményein erőteljesen kiemeli egyedi színdinamikája (Sárga-zöld tájkép, Konstruktív kompozíció három alakkal, Kompozíció hat figurával). Az 1918–1919 közt készült művei főleg geometrikus formákra épülnek. Az 1930-as években könnyedebb, dekoratív stílusú, a polgári életet megörökítő zsánerképeket festett.
Később a városi és falusi emberek életét bemutató képeket festett. 1945 után is ezt az utat folytatta. Élete végéig elkötelezett híve maradt a kommunista művészetpolitikának.

## Kiállításai

### Egyéni kiállítások
- 1916, Nemzeti Szalon
- 1919, Ma helyiségei, Budapest
- 1922. december, Galerie Der Sturm, Berlin, 114. kiállítás, Paul Fuhrmann és Oscar Nerlinger társaságában
- 1923. március, J. P. Neumann Graphisches Kabinett (Karl Nierendorf igazgatósága alatt), Berlin
- 1924. szeptember-október, Vychodoslovensky Múzeum, Kassa
- 1925. március, Mentor könyvkereskedés, Budapest
- 1930, Tamás Galéria, Budapest
- 1969, Gyűjteményes kiállítása, Magyar Nemzeti Galéria, Budapest
- 1977, Emlékkiállítása, Magyar Nemzeti Galéria, Budapest
- 1978, Emlékkiállítása, Uitz Terem, Dunaújváros
- 1993, A grafikus és könyvművész, Petőfi Irodalmi Múzeum, Budapest

### Válogatott csoportos kiállítások
- 1916, Nemzeti Szalon, Budapest
- 1918, Ma III. demonstratív kiállítása
- 1919, A Ma grafikai kiállítása, Budapest
- 1923-1924, Galerie Der Sturm, Berlin ("Die Schöne Melusine", valamint "Der Tunnel" c. képeivel)
- 1923, Eeckeren-Antwerpen (nincs fellelhető forrása)
- 1925, 1-я Всеобщая германская художественная выставка (Első általános német művészeti kiállítás), Moszkva-Leningrád (Szentpétervár)-Saratov ("Polgári Tavasz" c. képével)
- 1927, Stadtische Kunsthalle, Mannheim
- 1929, 1930, Képzőművészek Új Társasága, Budapest
- 1930, Könyv- és Reklámművészek Társasága bemutatkozó kiállítása, Iparművészeti Múzeum, Budapest • Nemzetközi plakátkiállítás, Bolzano
- 1931, 1933, Művészcsoportok kiállítása, Műcsarnok, Budapest
- 1931, Bortnyik-növendékek kiállítása, Országos Műszaki Ismeretterjesztő Társaság, Budapest
- 1933, Milánói Iparművészeti Triennálé, Milánó • Györgyi Kálmán emlékkiállítás, Iparművészeti Múzeum, Budapest
- 1937, Magyar nemzeti nyomtatványkiállítás, Műcsarnok, Budapest
- 1945, Első Szabad Nemzeti Kiállítás, Műcsarnok, Budapest
- 1954–1955, Korszerűsített klasszikusok, Budapest-Moszkva
- 1961, Herwarth Walden und die osteuropäische Avantgárd
- 1912–1932, Berlin
- 1967, Avantgárd in Osteuropa 1910–1930, Berlin
- 1971, Internationale Plakate 1871–1971, Haus der Kunst, München, Ungarische Avantgárd 1909–1930, Galerie del Levante, München, Osteuropäische Avantgárd, Galerie Gmurzynska-Bargera, Köln
- 1973, Magyar aktivizmus, Janus Pannonius Múzeum, Pécs
- 1981, Nyolcak és aktivisták, Magyar Nemzeti Galéria, Budapest.

## Kötetei
- Bortnyik Sándor–Hevesy Iván–Rabinovszky Máriusz: Kétezer év festészete; Dante, Bp., 1943
- Masereel; Corvina, Bp., 1965 (A művészet kiskönyvtára)

## Díjak
- Milánói Iparművészeti Triennálé ezüstérme (1933)
- Magyar Népköztársaság Érdemérem arany fokozata (1950)
- Munka Érdemrend ezüst fokozata (1953)
- Munkácsy Mihály-díj (1955)
- Érdemes művész (1956)
- Munka Érdemrend arany fokozata (1964, 1968)
- Kiváló művész (1970)
- Kossuth-díj (1973)

## Művek közgyűjteményekben
- Fővárosi Képtár, Budapest
- Herman Ottó Múzeum, Miskolc (A pacsirta halála, Állatok tánca – Néger kórus, Arany futballista, Céllövölde, Eris almája, Külvárosi táj, Nő geometrikus formák között, Nő virággal)
- Janus Pannonius Múzeum, Pécs
- László Károly Gyűjtemény, Veszprém
- Magyar Nemzeti Galéria, Budapest
- Országos Széchényi Könyvtár, Budapest
- Thyssen-Bornemisza Gyűjtemény, Madrid
- Museum of Modern Art, New York
- The Yale University Art Gallery, New Heaven